# Posłowie

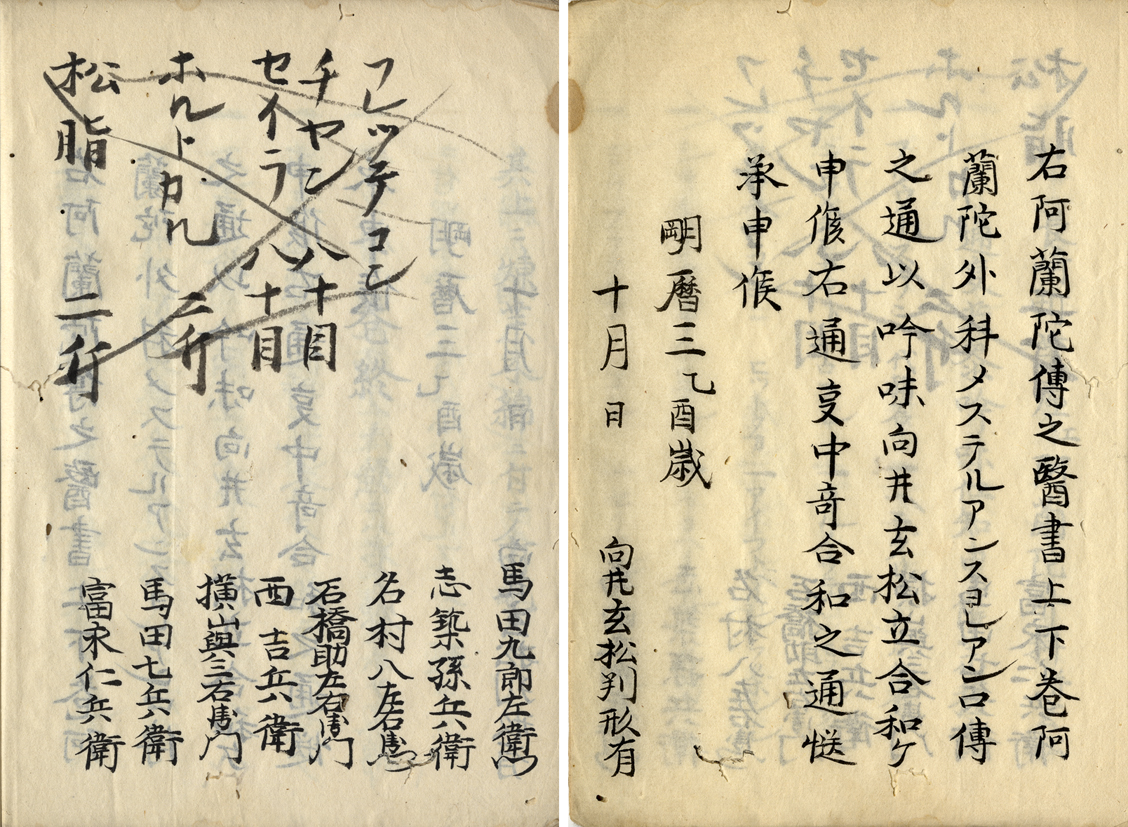
Posłowie wyróżnione opuszczeniem z 1657 roku

Posłowie – krótki tekst zamieszczany czasami na końcu większego dzieła literackiego, niezależnie od jego charakteru (zarówno literatura piękna, jak i faktu, popularnonaukowa, naukowa itd.), umieszczony przez autora, redaktora lub wydawcę, wyjaśniający zagadnienia niezwiązane bezpośrednio z treścią książki, ale nawiązujące do jej treści lub okoliczności powstania dzieła. Posłowie jest tekstem celowo umieszczonym na końcu, aby nie wpłynął on na czytelnika poznającego treść książki po raz pierwszy.
Posłowie wywodzi się z niegdysiejszego kolofonu (gdzie wypowiadać się mógł również drukarz). 
Przeciwieństwem posłowia jest przedmowa.